# Samuel Tequi
Samuel Tequi (* 10. November 1898 in Saint-Juéry; † 8. November 1979 in Toulouse) war ein französischer Radrennfahrer.

## Sportliche Laufbahn
Tequi war im Straßenradsport aktiv. 1922 und 1924 gewann er die Tour de Corrèze, 1924 die Tour du Sud-Ouest vor Victor Fontan. 1925 konnte er den Erfolg in der Tour du Sud-Ouest wiederholen. 
1924 holte er einen Etappensieg in der Baskenland-Rundfahrt, 1926 zwei Etappensiege in der Katalonien-Rundfahrt. Im Circuit du Cantal 1924 wurde er Zweiter. Die Tour de France 1926 beendete er nicht.